# عبد العزيز اليهري
عبد العزيز اليهري من مواليد 26 يونيو 1990 لاعب كرة قدم قطري يجيد اللعب في خط الوسط في نادي الشحانية.
كانت بداياته مع نادي أم صلال و إنتقل إلى الأهلي في عام 2014 و عاد إلى أم صلال في عام 2015 .

## روابط خارجية
- عبد العزيز اليهري على موقع Soccerway.com (الإنجليزية)